# Seehausen am Staffelsee
Seehausen am Staffelsee là một đô thị ở huyện Garmisch-Partenkirchen bang Bavaria thuộc nước Đức.